# Association sportive Police (Brazzaville)
Pour les articles homonymes, voir AS Police.
L'Association Sportive Police est un club congolais de football basé à Brazzaville.

## Historique du club
L'AS Police remporte le Championnat du Congo en 2002 et en 2005, et termine vice-champion en 2004. La Coupe du Congo est remportée en 2001.
Au niveau international, les joueurs de Brazzaville atteignent la finale de la Coupe UNIFFAC des clubs en 2005, qu'ils perdent face au club gabonais du Téléstars FC.
Depuis 2002, et grâce aux performances exceptionnelles réalisées en un temps relativement record, l'AS POLICE compte dans ses rangs plusieurs joueurs internationaux espoirs et seniors congolais ou de R.D.C., notamment H. Sidoine Beaullia, capitaine des Diables Rouges Espoirs en 2002 et 2003, et joueur de l'AS Police en 2001, 2002, 2003 et 2005. 

## Palmarès
- Championnat du Congo
  - Champion : 2002 et 2005
  - Vice-champion : 2004

- Coupe du Congo
  - Vainqueur : 2001

- Coupe UNIFFAC des clubs
  - Finaliste : 2005

## Anciens joueurs
- Bamanga (? - 2005 - ? )
- Hermann Sidoine Beaullia (? - 2005 - ? )
- Michel de Buisson (2006-2012)
- Cyrille Diazayakana (2002 - ?)
- Rod Embingou
- Franchel Ibara
- Patrick Lolo
- Matala (? - 2005 - ? )
- Fabrice Ondama
- Samba (? - 2005 - ? )
- giresse Moungabio (? - 2008 -2010? )
- Yoko (? - 2005 - ? )